# NK Graničar Zagrađe
NK Graničar je nogometni klub iz Zagrađa. 
Trenutačno se natječe u 1. ŽNL Požeško-slavonskoj.